# پلی (۴-متیل-۱-پنتن)
پلی(۴-متیل-۱-پنتن) (به انگلیسی: Poly(4-methyl-1-pentene)) با فرمول شیمیایی (C۶H۱۲)n یک ترکیب شیمیایی با شناسه پاب‌کم ۲۴۸۶۷۵۶۱ است. که جرم مولی آن متغیر می‌باشد. 